# 덕은중학교
덕은중학교는 충청남도 논산시 가야곡면에 있었던 사립 중학교이다.

## 연혁
- 1948년 : 덕은고등공민학교로 개교
- 1968년 : 덕은중학교로 개편
- 2002년 : 폐교 및 신설되는 가야곡중학교로 통폐합

## 폐교 이후
폐교 이후, 덕은중학교 부지에는 현재 건양대학교 창업보육센터가 들어섰다.